# Juan Carlos Gómez
Juan Carlos Gómez o Juan Carlos Gomes de la Sierra (Montevideo, 25 de julio de 1820 - Buenos Aires, 25 de mayo de 1884) fue un periodista, escritor y político uruguayo de vasta trayectoria a mediados del siglo XIX, tanto en su país de origen como en la Argentina.

## Biografía
Hijo de un oficial portugués que había participado de la Invasión Luso-Brasileña Antonio Cándido Gómes Da Silva y Petronila De la Sierra Belegián, se educó en su ciudad natal, aunque residió algún tiempo en Río Grande del Sur, tras la reconquista de la Banda Oriental por parte de los orientales.
Durante la Guerra Grande emigró nuevamente al Brasil; a su regreso fue expulsado, y se instaló en Chile. Allí conoció a los emigrados argentinos, como Domingo Faustino Sarmiento y Bartolomé Mitre. Escribió en "El Mercurio" de Valparaíso y se identificó con el partido oficialista. Tras una discusión periodística con Mitre, sus amigos le regalaron la imprenta con la que se imprimía el periódico "El Comercio", que pasó a editar, y cuyo nombre por "El Diario". Estudió en la Universidad de Chile, aunque sin método y sin constancia.
Regresó al Río de la Plata a principios de 1852; al pasar por Buenos Aires, acababa de producirse la batalla de Caseros y decidió radicarse allí, donde se recibió de abogado en Buenos Aires.
De regreso en Montevideo, fue elegido diputado por la ciudad de Salto, ciudad que nunca había visitado. Editó un periódico, "El Orden". Fue ministro de Gobierno y Relaciones Exteriores (actualmente del Interior y de Relaciones Exteriores) del Triunvirato de Gobierno de 1853, nombrado por uno de sus miembros, Juan Antonio Lavalleja. Pero la muerte de este y la de Fructuoso Rivera destruyeron el original experimento de gobierno y Venancio Flores asumió la dictadura, de modo que renunció a su cargo.
Se opuso a la Invasión Brasileña de 1854, solicitada por Flores, y tuvo algunos problemas con el Partido Colorado; era el secretario de un Partido Conservador, de efímera existencia, y que había intentado derrocar a Flores. Durante corto tiempo enseñó en la Universidad de la República.
A fines de 1855 viajó a Europa; estando en viaje, se entrevistó en Río de Janeiro con Andrés Lamas, y descubrió que conspiraba abiertamente contra su país, cosa que denunció por la prensa.
De regreso a Buenos Aires, en 1856 se incorporó a la redacción de "La Tribuna", de los hermanos Héctor y Rufino Varela. Desde allí criticó la política del presidente de la Confederación Argentina, Justo José de Urquiza y defendió la política secesionista del Estado de Buenos Aires. En sus escritos atacaba al gobierno de la Confederación, insistiendo en compararlo con la dictadura de Juan Manuel de Rosas, a la que por otro lado, hacía responsable de todos los problemas del país. También atacó a las ideas políticas y la persona de Juan Bautista Alberdi, y la política económica de la Confederación. En especial, tuvo muy serios enfrentamientos periodísticos con el periódico "La Reforma Pacífica", de Nicolás Calvo, que sostenía la política de la Confederación, llegando a exigir que fuera cerrado.
Regresó al Uruguay a fines del 1857, pero se dedicó a atacar al gobierno de Gabriel Antonio Pereira y a llamar abiertamente a la revolución; como resultado, fue expulsado del país. Fue el sucesor de Sarmiento en la redacción de "El Nacional", y por años sostuvo una política firmemente porteñista y liberal.
En 1867 pasó a redactar "El Inválido Argentino", el diario de José C. Paz, y que más tarde sería La Prensa. Entre las ideas políticas que sostuvo con vehemencia se contaba apoyar la Guerra del Paraguay, siempre y cuando la Argentina no obtuviera beneficios territoriales por medio de una victoria en la misma.
Fue miembro de la comisión de lucha contra la fiebre amarilla. Más tarde fue redactor de "El Siglo" y en "El Correo del Domingo". Fue abogado de los militares que habían participado en la revolución de 1874.
Por muchos años enseñó en la Universidad porteña, aunque rechazó el título de Doctor en Jurisprudencia que ésta le ofrecía. Durante la década de 1880 se unió a la política anticlerical del gobierno de Julio Argentino Roca, atacando duramente la educación religiosa.